# Die Schlacht an der Neretva
Die Schlacht an der Neretva (Originaltitel Bitka na Neretvi, italienischer Titel La battaglia della Neretva, englischer Titel The Battle of the Neretva) ist ein international produzierter Kriegsfilm aus dem Jahr 1968. Er behandelt die Schlacht an der Neretva, die für die jugoslawischen Partisanen den Wendepunkt des Zweiten Weltkrieges darstellte. Die deutsche Fassung des Films stammt von Alfred Weidenmann. Die Hauptrollen sind besetzt mit Sergei Bondartschuk, Yul Brynner, Milena Dravić, Curd Jürgens, Sylva Koscina, Hardy Krüger, Franco Nero, Ralph Persson, Howard Ross, Lojze Rozman, Ljubiša Samardžić, Oleg Widow, Orson Welles und Bata Živojinović.
Das Filmmuseum Potsdam schrieb: „Jugoslawien 1943: Deutsche und italienische Truppen wollen mit den jugoslawischen Nationalisten Titos Partisanenarmee vernichten. Im engen Tal der Neretva schließt sich der Ring um die Untergrundkämpfer. Ein aufwendiges Schlachtengemälde um den Freiheitskampf der Jugoslawen.“

## Handlung

### Die Vorbereitung der Schlacht
Nach einer Erläuterung der Kriegslage anhand einer Karte Jugoslawiens kommt eine deutsche Panzerkolonne ins Bild, die sich über die Landstraße wälzt. Die Szene wechselt ins Partisanengebiet, wo ein Umzug von Anhängern der Volksrepublik Jugoslawien mit vorangetragenem Transparent erscheint und unter dem Jubel der Bevölkerung durch die Straße einer jugoslawischen Stadt zieht. Am Rande des Umzugs lassen sich die drei Geschwister Danica, Novak und Vuko von einem Fotografen in der Uniform der Partisanen ablichten.
Unterdessen findet im Hauptquartier von General Lohring (der Name ist offensichtlich an den Namen des realen Oberbefehlshabers, Alexander Löhr, angelehnt) eine Lagebesprechung statt, in der der General den Kommandeuren der drei deutschen Divisionen den Schlachtplan erläutert. Besondere Aufmerksamkeit widmet der General dem Divisionskommandanten Krenzer, der von Norden her angreifen soll. Im Anschluss empfängt Lohring den italienischen General Morelli, dessen Einheiten nun ebenfalls ins Kampfgebiet vorrücken. An einer Bahnstation steigen italienische Soldaten aus einem Zug, und am Rande der Szene unterhält sich Capitano Rossi mit seinem Sergeanten Maro über den bevorstehenden Angriff. Dabei lässt Rossi durchblicken, dass er den Kampf der Partisanen als gerechte Sache zur Verteidigung ihrer Heimat ansieht, wohingegen er die eigene Armee als Aggressor empfindet. Die Italiener erhalten den Befehl, sich rasch nach Prozor zu begeben.

### Der Rückzug der Partisanen
Oberst Krenzers Division bewegt sich nun in das vorgesehene Kampfgebiet, während der Senator der königlich-jugoslawischen Regierung vor den Einheiten der Tschetniks eine einpeitschende Rede hält, in der er unter dem Jubel der Soldaten betont, dass die kommunistischen Partisanen Titos und ihr Staat vernichtet würden. Der Kampf beginnt mit einem massiven deutschen Luftangriff auf das Hauptquartier der Partisanen, an den sich heftige Kampfszenen zwischen der Division von Oberst Krenzer mit Einheiten der Partisanen anschließen. Oberst Krenzer meldet an Lohring, dass der Widerstand der Partisanen heftiger als erwartet sei. Der Kampf wird auf Seiten der Partisanen vom Brigadekommandanten Ivan und dem Artilleriekommandanten Martin angeführt. Beide erhalten den Befehl zum Rückzug. In diesen ersten Kämpfen fällt der Partisan Vuko (einer der fotografierten drei Geschwister) und stirbt in den Armen seines Bruders Novak.
In einer Lagebesprechung der Partisanen wird nun ein umfassender Rückzugsplan vorgestellt, da die Kräfte für eine offene Schlacht gegen die Übermacht der Angreifer nicht ausreichen. Das Kampfgebiet und der Partisanenstaat Titos am Westufer der Neretva sollen aufgegeben werden und ein Übergang über den Fluss nach Osten vorgenommen werden. Die zahlreichen Verwundeten und Typhuskranken sollen ebenfalls gerettet werden, was zwar von Djuka als schwere Bürde für die Beweglichkeit der Partisanen empfunden wird, aber dennoch von den anderen Kommandeuren unterstützt wird. Kommandant Stole vermeldet aus dem Hauptquartier Titos, dass es zunächst gelte, die Stadt Prozor anzugreifen, wo die Italiener Stellung bezogen haben. Die Pioniere von Kommandant Vlado sollen unterdessen die Zufahrtswege sprengen, um ein Vorrücken der Deutschen zu behindern. In der nächsten Szene gerät eine deutsche Panzerkolonne auf einem Gebirgsweg in die Sprengfalle von Vlados Leuten. Nicht nur die kämpfenden Einheiten, sondern auch viele Zivilisten mit Frauen und Kindern, darunter auch ein Dichter mit literarischen Werken in der Landessprache, begeben sich auf die Flucht. Mit Pferde- und Rinderfuhrwerken, begleitet von Viehherden, bewegt sich der Flüchtlingstreck übers Land. Notdürftige Lager mit Feuerstellen gegen das kalte Winterwetter gruppieren sich entlang der Fluchtwege.

### Die Ruhe vor dem Sturm
Deutsche Soldaten bringen in den eroberten Gebieten Steckbriefe an den Hauswänden an, dass auf die Ergreifung Titos eine Belohnung von 100.000 Goldmark ausgesetzt ist. Szenen sind nun zu sehen, in denen Deutsche und Ustascha-Einheiten gefangene Partisanen hängen oder erschießen.
Das Elend der Flüchtlinge wird deutlich, als ein Mann darum bittet, dass seine beiden Kinder, die schon seit zwei Wochen unterwegs sind, auf einem der Lastwagen des Verwundetentransports der Partisanen mitfahren dürfen. Dies ist möglich, weil kürzlich ein Verwundeter gestorben und sein Platz freigeworden ist. Die flüchtenden Einheiten sind wiederum starken Luftangriffen ausgesetzt. Bei dem Angriff wird das Funkgerät von Artilleriekommandant Martin zerstört, so dass die anderen Kommandeure zunächst einen Überraschungsangriff ihrer Infanterie auf Prozor vereinbaren, ohne auf Artillerieunterstützung zu warten. Inmitten des Aufbruchs zum Angriff wird deutlich, dass Brigadekommandant Ivan und Partisanin Danica mehr als nur Freundschaft verbindet. Beiden bleibt jedoch kaum die Zeit für eine zärtliche Umarmung, ehe sie sich wieder voneinander verabschieden müssen.
Die Italiener in Prozor begeben sich in Gefechtsbereitschaft. Der erste Angriff der Partisanen auf Prozor misslingt, da er ohne Artillerieunterstützung im heftigen Kugelhagel der italienischen Gegenwehr stecken bleibt. General Morelli kann seine Soldaten beglückwünschen, dass sie durch die erfolgreiche Verteidigung Prozors den Übergang der Partisanen über die Neretva verhindert haben. Er kündigt an, dass die Reste der Partisanenverbände mit Hilfe der Deutschen alsbald restlos vernichtet würden.

### Nächtliche Überraschung in Prozor
An die Partisanenkommandeure ergeht nun der schriftliche Befehl Titos, dass Prozor noch in der Nacht erneut anzugreifen sei und erobert werden müsse. Nach heftigen Straßenkämpfen fällt Prozor in die Hände der Partisanen, und die Italiener ziehen sich zurück. Im Trubel der Siegesfeier erfährt Danica von Boško, der durch eine Kopfverletzung geistig verwirrt ist, dass ihr Bruder Vuko bereits bei den ersten Kämpfen gefallen ist. Der italienische Capitano Rossi läuft zu den Partisanen über und wird von Martin in die Artillerieeinheit aufgenommen.

### Entscheidung in Jablanica
Beim Angriff der Partisanen auf Jablanica gelingt es Kommandant Martin, das Hauptmunitionslager der Italiener zu treffen. Schließlich fällt die Stadt Jablanica in die Hände der Partisanen, und General Morelli wird gefangen genommen. Die Partisanen weigern sich, Morelli, wie von ihm verlangt, zu füsilieren und wollen ihn stattdessen wie jeden anderen gewöhnlichen Gefangenen zum Tragen von Lasten heranziehen. Um dem ihm zugedachten Schicksal zu entrinnen, begeht General Morelli mit Hilfe einer versteckten Pistole Selbstmord.
Es folgt eine Lagebesprechung zwischen General Lohring und dem jugoslawischen Senator. Dabei drängt der General auf eine rasche Vernichtung der Partisanen, nachdem der Senator vorgeschlagen hat, dass man die Partisanen langsam aushungern solle. Nach weiteren Luft- und Artillerieangriffen der Deutschen auf den Treck der Partisanen kommt das Gros der Flüchtlinge an der Stelle an, wo die einzige noch verbliebene Brücke über die Neretva führt.

### Die Zerstörungsstrategie
Vlado sprengt die Brücke auf Befehl von Titos Hauptquartier vor vieler Augen in die Luft, was ihm großes Unverständnis einträgt. Auch General Lohring fragt sich nun angesichts der Bilder der Luftaufklärung, die ihm vorgelegt werden, warum die Partisanen ihre einzige noch verbliebene Fluchtmöglichkeit über die Neretva selbst zerstört haben. Er kommt zur Überzeugung, dass Titos Leute über Jablanica hinaus jetzt nach Norden vorstoßen, wo die Division von Oberst Krenzer bereitsteht. Deshalb wird die Konzentration auf die bisherigen Ziele aufgegeben.
Ivan kommt mit seiner Brigade der Nachhut der Partisanen zu Hilfe, die nun in einen neuen Kampf mit den Truppen von Oberst Krenzer hineingezogen werden. Während dieses Kampfes fällt Capitano Rossi. Die verwundeten Partisanen stimmen mitten im Schlachtenlärm ein patriotisches Lied an, welches zur Hebung der Kampfmoral beiträgt. Während der Schlacht kommt es nun zu grausamen Nahkampfszenen, in welche die Ustaschi verwickelt sind. General Lohring verlangt von Krenzer einen erneuten Angriff, damit die Partisanen unbedingt am Vordringen ins nördliche Bosnien gehindert werden, aber Krenzer entschließt sich, in Verteidigungsposition zu verharren. Inzwischen hat General Lohring erkannt, dass die Partisanen nun doch im Begriff sind, die Neretva zu überqueren, da Vlados Pioniere an der Stelle der gesprengten Brücke einen provisorischen Übergang errichtet haben. Die Tschetniks werden nun zur Neretva beordert und die Luftwaffe fliegt heftige Angriffe auf die flüchtigen Partisanen, die im Begriff sind, die Brücke zu überqueren. Dabei sterben viele Flüchtlinge im Bombenhagel.

### Die Einkreisung der Tschetniks
Der Partisanenkommandant Stole plant, die Tschetniks einzukesseln und zu vernichten. Solange noch nicht alle Partisaneneinheiten in Stellung sind, sollen die Tschetniks durch eine Vorhut am alten Friedhof in Schach gehalten werden. Der Senator der königlich-jugoslawischen Regierung erkennt, dass die Tschetniks Gefahr laufen, im bevorstehenden Kampf aufgerieben zu werden und möchte im letzten Augenblick ein Eingreifen in die Schlacht verhindern. Der Kommandeur der Tschetniks widersetzt sich jedoch diesem Ansinnen und erschießt den Senator. Der Kampf ist nun nicht mehr aufzuhalten. Die beiden Geschwister Danica und Novak fallen wie fast alle ihre Genossen beim hinhaltenden Kampf gegen die Tschetniks am alten Friedhof, jedoch trägt dieses Opfer dazu bei, dass es den Partisanen gelingt, die Tschetniks vollständig einzukreisen und schließlich deren Kapitulation zu erzwingen.
Die Partisanen werfen noch verbliebenes schweres Gerät am Westufer der Neretva in den Fluss und setzen sich nach Osten ab. Kommandant Martin ist traurig, dass er seine Geschütze zurücklassen muss, aber Vlado tröstet ihn mit den Worten, dass im Osten neue auf ihn warten. Auf dem Marsch nach Osten sterben viele der Erkrankten an Erschöpfung, darunter auch die an Typhus erkrankte Krankenpflegerin Nada und ihr Freund, der ebenfalls erkrankte Genosse Nikola.

## Historischer Hintergrund
Im Jahre 1943 befürchteten die Achsenmächte eine Landung der Alliierten auf dem Balkan. Um ihnen zuvorzukommen, befahl Hitler die Zerschlagung der Partisanen, die mittlerweile immer größere Gebiete befreit hatten. 1943 waren die jugoslawischen Partisanen unter der Führung Titos an der Neretva eingekesselt. Ihre Gegner waren die Deutschen, die Italiener, die königstreuen jugoslawischen Tschetniks und die faschistischen kroatischen Ustascha-Verbände. Die Partisanen wurden an die Neretva gedrängt. Hitlers Plan war, die Partisanen über die Brücke über die Neretva zu treiben, sodass diese zwischen zwei Feuer geraten würden, da auf der anderen Seite des Flusses die Tschetniks anrückten. Mit einer List gelang es Tito, die Angreifer zu täuschen und die Schlacht zu gewinnen. Er ließ die Brücke sprengen. Die Deutschen nahmen danach an, dass die Partisanen weiter nach Norden ziehen würden und befahlen den Truppen den Marsch nach Norden. Die Brücke wurde allerdings heimlich notdürftig repariert, und die Partisanen entkamen unbemerkt, um anschließend, auf der anderen Seite angekommen, allein den Tschetniks gegenüberzustehen. Diese hatten gegen die Übermacht der Partisanen keine Chance und wurden vernichtend geschlagen. Die deutschen und italienischen Truppen waren durch die erbitterte Schlacht zuvor bereits so geschwächt, dass sie sich lediglich verteidigen konnten. Die Schlacht an der Neretva war für die Jugoslawen der Wendepunkt des Krieges.

## Entstehung und Veröffentlichung
| Figur                                       | Darsteller          | Deutscher Sprecher     |
| ------------------------------------------- | ------------------- | ---------------------- |
| Martin                                      | Sergei Bondartschuk | Edgar Ott              |
| Vlado                                       | Yul Brynner         | Klaus Miedel           |
| Nada                                        | Milena Dravić       | Almut Eggert           |
| General Lohring                             | Curd Jürgens        | Curd Jürgens           |
| Danica                                      | Sylva Koscina       | Renate Küster          |
| Oberst Krenzer                              | Hardy Krüger        | Hardy Krüger           |
| Capitano Michele Riva                       | Franco Nero         | Gert Günther Hoffmann  |
| Horst                                       | Ralph Persson       | Ralph Persson          |
| Sgt. Mario                                  | Renato Rossini      | Horst Niendorf         |
| Erzähler                                    |                     | Horst Niendorf         |
| Ivan                                        | Lojze Rozman        | Gerd Martienzen        |
| Novak                                       | Ljubiša Samardžić   | Arnold Marquis         |
| Nikola                                      | Oleg Widow          | Randolf Kronberg       |
| Tschetnik-Senator (Repräsentant des Königs) | Orson Welles        | Martin Hirthe          |
| Stole                                       | Bata Živojinović    | Heinz Petruo           |
| Stipe                                       | Boris Dvornik       | Wolfgang Condrus       |
| General Morelli                             | Anthony Dawson      | Friedrich Schoenfelder |
| Stevo                                       | Faruk Begolli       | Jürgen Thormann        |
| Djuka                                       | Charles Millot      | Herbert Stass          |
| Tschetnik-Oberstleutnant                    | Dušan Bulajić       |                        |
| Boško                                       | Fabijan Šovagović   | Rolf Schult            |
| Maria                                       | Sibina Mijatović    | Inge Wolffberg         |
| Sofer Jordan                                | Pavle Vujisić       |                        |
| Šumadinac                                   | Stole Aranđelović   |                        |
| Ustascha-Kommandeur                         | Miha Baloh          | Konrad Wagner          |
| Dad                                         | Dragomir Felba      |                        |
| Aide                                        | Špela Rozin         |                        |
| Schröder                                    | Demeter Bitenc      | Klaus Sonnenschein     |
| Fotograf                                    | Mirko Boman         |                        |

Produziert wurde der Film von Bosna Film, Jadran Film, Kinema Sarajevo, Radna Zajednica Filma, Igor Film und Eichberg-Film in Kooperation mit Commonwealth United Entertainment. Für den Vertrieb in der Bundesrepublik Deutschland war die Intergroove Media zuständig.
Während seines Lebens machte Pablo Picasso nur zwei Filmplakate. Battle of Neretva war eines davon. Bevor der große Meister seine Zusage für die Arbeit an dem Plakat gab, wollte er sich den Film zuerst anschauen. Nachdem er den Film gesehen hatte und sich besser mit der jugoslawischen Geschichte auseinandersetzte, stimmte er zu. Picasso lehnte eine Bezahlung ab und wollte stattdessen im Gegenzug 12 Flaschen des besten jugoslawischen Weins. Der Regisseur Veljko Bulajić stellte persönlich eine Sammlung von 12 Flaschen Wein aus Dalmatien, Serbien und Mazedonien zusammen. Und so bekam die Schlacht an der Neretva ein Filmplakat von einem der größten Künstler aller Zeiten und der Meister selbst 12 Spitzenweine.
Die Premiere des Films fand am 7. Oktober 1969 in Jugoslawien unter dem Originaltitel Bitka na Neretvi statt. In Italien wurde der Film am 3. Dezember 1969 unter dem Titel La battaglia della Neretva erstmals veröffentlicht. In Japan erfolgte eine Veröffentlichung am 20. Dezember 1969 und in der Bundesrepublik Deutschland am 25. Dezember 1969 unter dem Titel Die Schlacht an der Neretva. Die deutsche Fassung entstand unter Dialogbuch und -regie von Alfred Weidenmann. In der damaligen Deutschen Demokratischen Republik wurde der Film am 15. September 1972 als Fernsehpremiere gesendet, nachdem er zuvor am 5. Februar 1971 im Kino zu sehen war. Erstmals auf DVD erschien der Film am 18. Oktober 2013, herausgegeben von Alive. Am 24. Mai 2019 gab das Studio Filmjuwelen Die Schlacht an der Neretva auf DVD und Blu-ray innerhalb der Reihe Juwelen der Filmgeschichte heraus.
Veröffentlicht wurde der Film zudem 1970 im Vereinigten Königreich, in Frankreich (unter dem Titel La bataille de la Neretva), Ungarn und Polen; im Jahr 1971 in Norwegen, in Bismarck in North Dakota in den Vereinigten Staaten, in Dänemark sowie in Finnland. Im Jahr 1972 war er erstmals in Schweden zu sehen. In der Türkei erfolgte eine Veröffentlichung erstmals im März 1977. Am 29. Januar 2012 war der Film einer der Beiträge auf dem Göteborg International Film Festival.
Veröffentlicht wurde der Film außerdem in Argentinien, in Australien, in Brasilien, Bulgarien, Kanada, Kroatien, Griechenland, in Litauen, in den Niederlanden, in Portugal, Rumänien, Serbien und in der Sowjetunion. Der englische beziehungsweise internationale Titel des Films lautet Battle of Neretva, alternativ The Battle of the Neretva, The Battle on the River Neretva oder auch The Battle of Neretva.

## Rezeption
Cinema schrieb: „Das Schlachtengemälde strickt am Mythos des jugoslawischen Widerstands, überzeugt aber durch authentische Erzählweise. Der Zusammenhang des gut besetzten, Oscar-nominierten Films litt aber unter herben Kürzungen für den Auslandsmarkt.“ Der Evangelische Film-Beobachter zog folgendes Fazit: „Ein mit ungewöhnlichem Aufwand gestalteter Film mit oft erschreckend grausamen Realismen. Die Gefahr, daß auch harte Kriegsfilme ungewollt heroische Faszination ausstrahlen, scheint uns hier kaum noch gegeben, wenn die Freigabegrenze beachtet wird. Ab 16 möglich, aber nicht darunter.“
Auf der Seite Angelfire wurde bemängelt, dass die Video-Veröffentlichungen unterschiedlich lang und auch von Land zu Land anders geschnitten seien, was oft verwirrend sei. […] Jeder Charakter im Film sei ansprechend und wiedererkennbar angelegt und trotz des Umfangs der Kampfszenen könne das Publikum eine persönliche Beziehung zu den handelnden Personen aufbauen. Die Kampfszenen jedoch seien die wahren Stars des Films. Die jugoslawische Landschaft sei noch nie so schön fotografiert worden und die Zerstörung dieser Schönheit sei ziemlich traurig und oft auch deprimierend. Abschließend hieß es, der Film präsentiere wirklich eine großartige epische Geschichte mit einer starken Charakterentwicklung. In Originallänge sei Die Schlacht von Neretva einfach einer der großen verlorenen Filme des 20. Jahrhunderts.
Derek Winnert verwies auf die mit Stars besetzte internationale Besetzung, die „Yul Brynner, Curd Jürgens (Curt Jürgens), Sylva Koscina, Orson Welles, Hardy Krüger, Franco Nero und Sergei Bondarchuk“ und andere umfasst. Der Film sei auch berühmt dafür, der teuerste jugoslawische Film zu sein, der jemals gedreht wurde, und als berühmtestes Werk, das die jugoslawische Filmindustrie jemals produziert habe. Bei dem Film handele es sich um ein intensives, intelligentes und kraftvoll inszeniertes 12-Millionen-Dollar-Kriegs-Action-Epos mit Top-Schauspielern, die sich in Jugoslawien versammelt hatten, um ein überzeugendes Stück der Geschichte des Zweiten Weltkriegs zu erzählen.
Veljko Bulajić wurde 1970 mit und für den Film in der Kategorie „Bester fremdsprachiger Film“ für den Oscar nominiert. Nominiert war Jugoslawien mit dem Film, auch wenn es sich um eine Koproduktion aus Jugoslawien, Italien, der Bundesrepublik Deutschland und den Vereinigten Staaten handelt.